# Kavalikere, Alur
Kavalikere là một làng thuộc tehsil Alur, huyện Hassan, bang Karnataka, Ấn Độ.